# Trossnäs fält

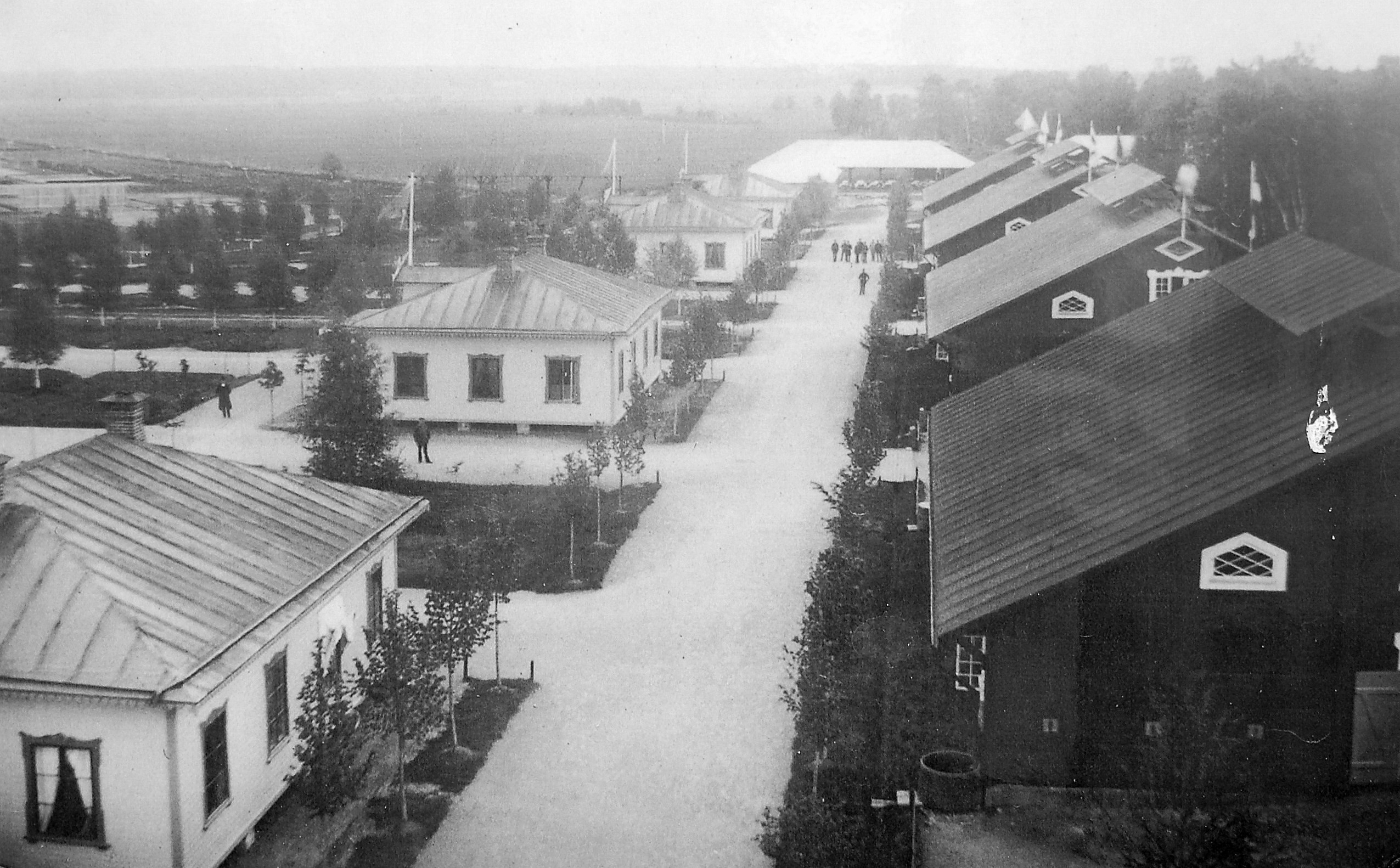
Huvudgatan på Trossnäs fält.

Trossnäs fält var en militär mötesplats och övningsområde i Nors socken i Karlstads kommun, belägen cirka 18 kilometer väster om Karlstad. På Trossnäs fält hade Värmlands regemente (I 22) sin lägerplats åren 1834–1913, då regementet flyttade till nya kaserner i Karlstad. Värmlands fältjägarkår (I 26) hade sin lägerplats på Trossnäs fält åren 1831–1901, då kåren slogs ihop med Hallands bataljon (I 28) och sedan den 1 januari 1902 flyttades till Vaxholm under namnet Vaxholms grenadjärregemente (I 26).

## Historik

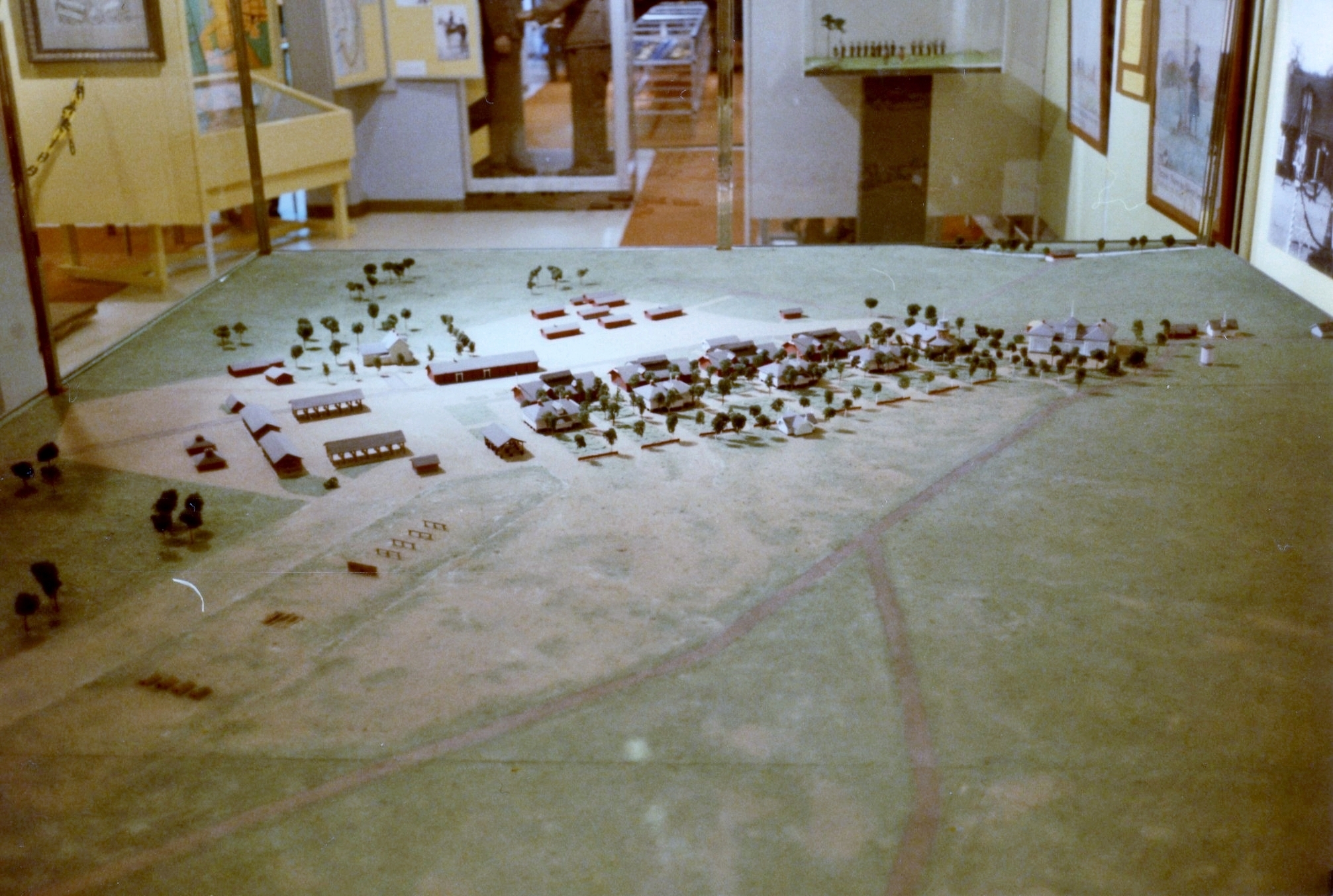
Modell över Trossnäs fält.

Värmlands fältjägarregemente hade 1831 fått sin mötesplats flyttad till Trossnäs fält från Varpnäs mo genom att teckna arrendekontrakt med ägaren till Höglunda som ägde fältet. Enligt arrendekontraktet fick inga byggnader uppföras här, och trupperna var därför förlagda på Höglunda. Vanligen inkvarterades de i uthus och stallar på gården. I vissa fall torde de dock ha fått inhysas i tält på godset.
Då Trossnäs fält var litet till ytan och saknade skog, kom första bataljonen även att tränas i skogen vid Mällby och andra bataljonen i skogen norr om Norra Trossnäs. Enligt arrendekontraktet från 1832 som gällde i 15 år fick inga byggnader uppföras på fältet, men sedan kontraktet 1835 förlängts till 1862 åtog sig ägaren av godset att uppföra vissa byggnader för att hyra ut dem till kronan. 
Våren 1835 uppfördes en förrådsbyggnad för persedlar och utrustning till såväl stamsoldater som beväring. En sjukstuga uppfördes 1838 av kronan utanför övningsområdet i kanten av Trossnäs beteshage. År 1837 uppfördes tre tältformade manskapskaserner och en officerskasern på området och samtidigt flyttades mötesplatsen från Höglunda till Trossnäs fält. 
De första manskapskasernerna från 1830-talet ersattes 1860 av en modernare byggnad. Officerskasernen stod kvar till 1881 då den byggdes om. Ett magasin som 1819 uppförts vid Varpnäs flyttades 1850 till Trossnäs. År 1859 köpte kronan övningsfältet av dåvarande ägaren till Höglunda och fick därigenom friare händer för byggenskap på området. Nya kaserner uppfördes för det värvade manskapet och stod klara 1865. Till en början var de tämligen primitiva, ett tvätthus för morgonhygienen uppfördes först 1881 och först 1902 fick barackerna uppvärmningsmöjligheter. Rekryterna kom att inrymmas i ett tältläger fram till 1879 då två baracker för dessa uppfördes. Under åren 1861-1863 uppfördes även ett arresthus på området. År 1863 uppfördes ett nytt förrådshus på nordvästra delen av området. Ett nytt sjukhus uppfördes 1864, varvid den gamla sjukstugan överläts till Postverket som använde den som kontor. År 1868 uppfördes ett särskilt förråd för gevären och 1877 ett vagnsförråd, vars golv 1883 stenlades och 1884 inreddes byggnadens vind för förvaring av målskjutningsmateriel som tidigare förvarats i gevärsförrådet. 
Ursprungligen organiserades mathållningen på Trossnäs genom att de värvade soldaterna själva köpte sin mat hos marketentare som anställts av ägaren till Trossnäs fält. Det ledde till att en rad krogar växte upp kring mötesplatsen, och sedan kronan övertagit ägandet av Trossnäs ordnade man själv med marketentartjänsten. Efterhand uppfördes även en salubod där soldaterna kunde köpa livsmedel och annat. Beväringarna lagade sin mat under fältmässiga förhållanden i kanten av Norsälven. Från 1850 började man bygga särskilda kokgravar för matlagningen. På 1870-talet började man förbättra mathållningen. Bord och bänkar samt bestick införskaffades. 1879 uppfördes ett kokhus och 1887 uppfördes en öppen matsal så att soldaterna kunde bespisas inomhus. 1897 ordnades med vattenledning inom området och vatten drogs fram till de tre tvätthusen, kokhuset och marketenteriet.
Som mest fanns cirka 100 byggnader på fältet. Många revs efter flytten till Karlstad 1913, andra flyttades exempelvis till Malmens flygplats i Linköping och Romme hed i Borlänge. År 2013 fanns sjukhuset, en förläggningsbarack, ett kokhus, gevärsförrådet plus ytterligare ett förråd kvar av de gamla byggnaderna. Två minnesstenar finns på platsen, en för Värmlands regemente och en för Värmlands fältjägarkår.
I augusti 1911 genomförde flygaren Carl Cederström flyguppvisningar på fältet. Under beredskapstiden användes fältet som förläggningsplats för cirka 2 500 värnpliktiga.